# Champanhac de la Ròcha
Champanhac la Pruna (en francès Champagnac-la-Prune) és un municipi francès situat al departament de la Corresa i a la regió de la Nova Aquitània.

## Demografia
| 1962                                       | 1968 | 1975 | 1982 | 1990 | 1999 | 2007 |
| ------------------------------------------ | ---- | ---- | ---- | ---- | ---- | ---- |
| 275                                        | 282  | 263  | 219  | 167  | 160  | 166  |
| Des de 1962: població sense dobles comptes |      |      |      |      |      |      |

## Administració
| Període   | Identitat    | Partit |
| --------- | ------------ | ------ |
| 1989-2008 | René Croizet | PCF    |
| 2001-     | Jacquy Senut |        |